# Collegio plurinominale Lombardia 1 - 01 (2017)
Il collegio elettorale plurinominale Lombardia 1 - 01 è stato un collegio elettorale plurinominale della Repubblica Italiana per l'elezione della Camera tra il 2017 ed il 2022.

## Territorio
Come previsto dalla legge elettorale italiana del 2017, il collegio è stato definito tramite decreto legislativo all'interno della circoscrizione Lombardia 1.
Il collegio comprendeva la zona definita dai tre collegi uninominali Lombardia 1 - 04 (Seregno), Lombardia 1 - 05 (Monza) e Lombardia 1 - 06 (Gorgonzola).

## Dati elettorali

### XVIII legislatura
Come previsto dalla legge elettorale, 386 deputati erano eletti in 63 collegi plurinominali con ripartizione proporzionale a livello nazionale tra le coalizioni e le singole liste che avessero superato la soglia di sbarramento stabilita.
Nel collegio venivano eletti 9 deputati.
| Liste          | Liste                                       | Proporzionale | Proporzionale | Proporzionale | Maggioritario | Maggioritario | Maggioritario |  |
| Liste          | Liste                                       | Voti          | %             | Seggi         | Voti          | %             | Seggi         |  |
| -------------- | ------------------------------------------- | ------------- | ------------- | ------------- | ------------- | ------------- | ------------- |  |
|                | Lega                                        | 130 996       | 25,93         | 2             | 225 306       | 44,59         | 3             |  |
|                | Forza Italia                                | 70 629        | 13,98         | 1             | 225 306       | 44,59         | 3             |  |
|                | Fratelli d'Italia                           | 18 431        | 3,65          | –             | 225 306       | 44,59         | 3             |  |
|                | Noi con l'Italia – UDC                      | 5 250         | 1,04          | –             | 225 306       | 44,59         | 3             |  |
|                | Partito Democratico                         | 110 317       | 21,83         | 2             | 130 532       | 25,84         | –             |  |
|                | +Europa                                     | 16 061        | 3,18          | –             | 130 532       | 25,84         | –             |  |
|                | Italia Europa Insieme                       | 2 368         | 0,47          | –             | 130 532       | 25,84         | –             |  |
|                | Civica Popolare                             | 1 786         | 0,35          | –             | 130 532       | 25,84         | –             |  |
|                | Movimento 5 Stelle                          | 117 872       | 23,33         | 1             | 117 872       | 23,33         | –             |  |
|                | Liberi e Uguali                             | 15 220        | 3,01          | –             | 15 220        | 3,01          | –             |  |
|                | CasaPound                                   | 4 129         | 0,82          | –             | 4 129         | 0,82          | –             |  |
|                | Potere al Popolo!                           | 3 740         | 0,74          | –             | 3 740         | 0,74          | –             |  |
|                | Italia agli Italiani (FN - MSFT)            | 2 831         | 0,56          | –             | 2 831         | 0,56          | –             |  |
|                | Il Popolo della Famiglia                    | 2 745         | 0,54          | –             | 2 745         | 0,54          | –             |  |
|                | 10 Volte Meglio                             | 1 455         | 0,29          | –             | 1 455         | 0,29          | –             |  |
|                | Per una Sinistra Rivoluzionaria (PCL - SCR) | 1 125         | 0,22          | –             | 1 125         | 0,22          | –             |  |
|                | Partito Repubblicano Italiano – ALA         | 295           | 0,06          | –             | 295           | 0,06          | –             |  |
| Totale         | Totale                                      | 505 250       | 100           | 6             | 505 250       | 100           | 3             |  |
|                |                                             |               |               |               |               |               |               |  |
| Schede bianche | Schede bianche                              | 5 530         | 1,07          |               |               |               |               |  |
| Schede nulle   | Schede nulle                                | 7 872         | 1,52          |               |               |               |               |  |
| Votanti        | Votanti                                     | 518 652       | 78,12         |               |               |               |               |  |
| Elettori       | Elettori                                    | 663 894       |               |               |               |               |               |  |

## Eletti

### Eletti nei collegi uninominali
Eletti nella coalizione di centro-destra (Lega - FI - FdI - NcI-UDC)
     Eletti nella coalizione di centro-sinistra (PD - +EUR - Insieme - CP)
| Collegio uninominale | Eletto | Eletto            | Partito |
| -------------------- | ------ | ----------------- | ------- |
| 4. Seregno           |        | Paola Frassinetti | FdI     |
| 5 . Monza            |        | Andrea Mandelli   | FI      |
| 6 . Gorgonzola       |        | Valentina Aprea   | FI      |

### Eletti nella quota proporzionale
| M5S             | Partito Democratico                      | Lega                                  | Forza Italia         |
| --------------- | ---------------------------------------- | ------------------------------------- | -------------------- |
|                 |                                          |                                       |                      |
| Davide Tripiedi | Barbara Pollastrini Gian Mario Fragomeli | Paolo Grimoldi Massimiliano Capitanio | Gloria Saccani Jotti |

1. ↑  Dimissionario in data 27.05.2022 (assume la carica di commissario per le infrastrutture e le reti dell'Autorità per le garanzie nelle comunicazioni); in data 30.05.2022 gli subentra Marina Romanò.